# Friedrich Wilhelm d’Elpons
Friedrich Wilhelm d’Elpons (* um 1785 in Schlesien; † 1. Juni 1831 in Frankenstein) war ein französischstämmiger preußischer Major und Schriftsteller.

## Familie
F. W. d’Elpons war einer der Söhne des französischen, seit 1761 in preußischen Diensten stehenden Offiziers Johann Peter von Delpons. Er heiratete 1810 die Schauspielerin Henriette Benda.

## Werdegang
Wie sein Vater und seine beiden Brüder verfolgte er eine Offizierslaufbahn, stand im Leib-Infanterie-Regiment in Frankfurt (Oder) und hat schließlich 1819  als Major seinen Abschied genommen.
In den 1810er-Jahren kamen einige seiner Lustspiele zur Aufführung. 1819 verließ er die Armee und lebte in Berlin, wo er zum Freundeskreis von E. T. A. Hoffmann gehörte. Er gehörte auch zu den Mitarbeitern der Zeitschrift Der Zuschauer (erschienen 1821–1823).

## Werke
- Herz, der Große (Novelle, in Der Freimüthige für Deutschland, 1818, Nr. 246–248) (in Frische Judenkirschen, 1827, S. 147–165)
- Jonas Prellhammer. Lustspiel in 3 Akten (aufgeführt 1818 in Berlin und Dresden)
- Der Ahnherr. Schwank in Einem Aufzuge (in Der Freimüthige für Deutschland, 1819) (in Frische Judenkirschen, 1827, S. 67–98)
- Die Zauberflöte. Scene aus dem Tagebuch eines angehenden Weltmannes (gedruckt 1822)
- Die Einquartierung. Schauspiel in einem Aufzug (in Knittelversen, aufgeführt 1815 in Darmstadt und Mainz und 1816 in Berlin und Hamburg, gedruckt 1822)
- Die Sterbelustigen. Posse in 1 Akt (ungedruckt)
- (zusammen mit E. T. A. Hoffmann:) Rektifiziertes Sonett. An den Dichter des Trauerspiels Carlo (= Georg von Blankensee) (gedruckt 1820)